# Anna Bader
Anna Natascha Bader (Mutlangen, 12 december 1983) is een Duits schoonspringster. Ze won de bronzen medaille op de Wereldkampioenschappen zwemsporten 2013 in Barcelona in de discipline high diving. In augustus 2013 was ze te zien in de Duitse Playboy. Sinds augustus 2013 is ze ook te zien op de Belgische televisie: ze is een van de juryleden in het VTM-programma De Grote Sprong.